# Mittelrheinpokal 2020/21
Der Mittelrheinpokal 2020/21 war die 29. Austragung im Fußball-Mittelrheinpokal der Männer, der vom Fußball-Verband Mittelrhein veranstaltet wurde. Der Wettbewerb wurde nach einem Sponsor Bitburger-Pokal oder nach dem Verband FVM-Pokal genannt. Der Sieger qualifizierte sich für die erste Hauptrunde des DFB-Pokal 2021/22.

## Modus
Der Mittelrheinpokal wird im K.-o.-System ausgetragen. Wenn ein Spiel nach 90 Minuten unentschieden steht, wird es um zweimal 15 Minuten verlängert. Falls danach immer noch keine Entscheidung gefallen ist, folgt ein Elfmeterschießen. Die jeweils klassentiefere Mannschaft hat bis einschließlich des Halbfinales Heimrecht. Auf Grund der COVID-19-Pandemielage wird der Mittelrheinpokal in der Saison 2020/21 nur mit den Vereinen aus der 3. Liga und der Regionalliga West ausgetragen. Bei der ersten Pokalauslosung am 29. April 2021 wurden aus den sechs Teilnahmeberechtigten vier Viertelfinalisten ausgelost, die zwei übrigen Teams erhielten ein Freilos und stehen damit bereits im Halbfinale.
Das Finale wurde am 29. Mai 2021 im Sportpark Nord in Bonn ausgetragen.

## Teilnehmende Mannschaften
Am Mittelrheinpokal 2020/21 nehmen folgende Mannschaften teil:
- 3. Liga
  -  FC Viktoria Köln
- Regionalliga
  -  Alemannia Aachen
  -  Bonner SC
  -  FC Wegberg-Beeck
  -  SC Fortuna Köln
  -  SV Bergisch Gladbach 09

## Viertelfinale
Das Viertelfinale wurde am 29. April 2021 ausgelost. Die Spiele wurden am 12. Mai 2021 ausgetragen.
| FC Viktoria Köln (3L) |
| FC Wegberg-Beeck (RL) |

| Datum                 |                              | Ergebnis  |                       |
| --------------------- | ---------------------------- | --------- | --------------------- |
| 12.05.2021, 18:00 Uhr | SC Fortuna Köln (RL)         | 3:2       | Bonner SC (RL)        |
| 12.05.2021, 19:00 Uhr | SV Bergisch Gladbach 09 (RL) | 1:2 n. V. | Alemannia Aachen (RL) |

## Halbfinale
Die Halbfinalbegegnungen fanden am 19. Mai 2021 statt.
| Datum                 |                       | Ergebnis  |                       |
| --------------------- | --------------------- | --------- | --------------------- |
| 19.05.2021, 19:00 Uhr | SC Fortuna Köln (RL)  | 1:2 n. V. | FC Viktoria Köln (3L) |
| 19.05.2021, 19:30 Uhr | Alemannia Aachen (RL) | 1:0       | FC Wegberg-Beeck (RL) |

## Finale
| FC Viktoria Köln                                   | FC Viktoria Köln | Alemannia Aachen | Alemannia Aachen |
| -------------------------------------------------- | --- | --- | ---------------- |
| FC Viktoria Köln                                   | \| 29. Mai 2021 um 13:05 Uhr in Bonn (Sportpark Nord) \| \| Ergebnis: 2:0 (2:0) \| \| Zuschauer: 250 \| \| Schiedsrichter: Jonas Windeln (Düsseldorf) \| \| Spielbericht \|                                                                                              | \| 29. Mai 2021 um 13:05 Uhr in Bonn (Sportpark Nord) \| \| Ergebnis: 2:0 (2:0) \| \| Zuschauer: 250 \| \| Schiedsrichter: Jonas Windeln (Düsseldorf) \| \| Spielbericht \| | Alemannia Aachen |
| FC Viktoria Köln                                   | Sebastian Mielitz – Jeremias Lorch – Simon Handle – Mike Wunderlich – Albert Bunjaku (89. Bernard Kyere) – Kai Klefisch – Kevin Holzweiler (58. Lucas Cueto) – Moritz Fritz – Michael Schultz – Marcel Risse – Niklas May (83. Luca Stellwagen) Cheftrainer: Olaf Janßen | Joshua Mroß – André Wallenborn – Alexander Heinze – Frederic Baum – Stipe Batarilo (84. Florian Rüter) – Mërgim Fejzullahu – Marco Müller (80. Terence Groothusen) – Dustin Zahnen (68. Matti Cebulla) – Oğuzhan Aydoğan (46. Oluwabori Falaye) – Hamdi Dahmani – Takashi Uchino Cheftrainer: Kristoffer Andersen | Alemannia Aachen |
| FC Viktoria Köln                                   | 1:0 Lorch (14.) 2:0 Wunderlich (37.) | | Alemannia Aachen |
| FC Viktoria Köln                                   | Handle (11.), Klefisch (71.), Mielitz (86.) | Falaye (56.), Fejzullahu (60.), Uchino (80.) | Alemannia Aachen |
| FC Viktoria Köln                                   | Spieler des Spiels: Jeremias Lorch (FC Viktoria Köln) | | Alemannia Aachen |
| 29. Mai 2021 um 13:05 Uhr in Bonn (Sportpark Nord) | | |                  |
| Ergebnis: 2:0 (2:0)                                | | |                  |
| Zuschauer: 250                                     | | |                  |
| Schiedsrichter: Jonas Windeln (Düsseldorf)         | | |                  |
| Spielbericht                                       | | |                  |